# Вогнетривкість
Вогнетри́вкість — властивість матеріалу (виробу) протистояти, не розплавляючись, впливу високих температур. Вогнетривкість є основною характеристикою вогнетривких матеріалів.

## Визначення вогнетривкості матеріалів
Вогнетривкість матеріалів у межах температур 1580…2000 °C визначають таким способом. З випробовуваного матеріалу за ГОСТ 21739-76 виготовляють піроскопи (конуси Зегера), що мають форму трикутних зрізаних пірамід висотою 4-5 см. Піроскоп у вертикальному положенні поміщають на підставці у піч і нагрівають. З підвищенням температури піроскоп розм'якшується і нахиляється. Температуру, за якої верхній кінець піроскопа торкнеться підставки, називають вогнетривкістю даного матеріалу. Піроскоп нахиляється поступово, оскільки вогнетривкий матеріал є багатокомпонентною системою і під час нагрівання її компоненти розм'якшуються і розплавляються послідовно, починаючи з найбільш легкоплавких.

## Вогнетривкість глинистих порід
За вогнетривкістю (ДСТУ Б В. 2.7-60-97) слід розрізняти три групи глинистих порід:
- легкоплавкі — показник вогнетривкості менше 1 350 °C;
- тугоплавкі — показник вогнетривкості від 1 350 °C до 1 580 °C включно;
- вогнетривкі — показник вогнетривкості понад 1580 °C.

Легкоплавкі глинисті породи як правило полімінеральні. В них присутні монтморилоніт, бейделіт, гідрослюди і домішки кварцу, слюд, карбонатів та інших мінералів. Вміст глинозему в цих породах не перевищує 15-18 %, кремнезему — 80 %, оксидів заліза — 8-12 %. Для них характерний також високий вміст плавнів — тонкодисперсних домішок залізистих, кальцієвих, магнієвих і лужних мінералів.
Вогнетривкі різновиди глинистих порід мають в основному каолінітовий склад. У хімічному складі вогнетривких глинистих порід переважають Si2O3 і Al2O3, які у найкращих різновидах вогнетривких глин знаходяться у кількостях, близьких до вмісту їх у каолініті (Si2O3 — 46,5 %, Al2O3 — 39,5 %). У деяких різновидах вогнетривких глин вміст Al2O3 знижується до 15—20 %. Оксиди заліза і сульфіди знаходяться у підпорядкованих кількостях. Шкідливими домішками є кальцит, гіпс, сидерит, сполуки Mn і Ti.
Тугоплавкі глинисті породи за мінеральним складом не витримані: у них присутні каолініт, галуазит, бейделіт, гідрослюди і домішки — кварц, слюда, польовий шпат та інші мінерали. Вміст глинозему в цих породах становить 18-24 %, іноді 30-32 %, кремнезему — 50-60 %, оксидів заліза — 4-6 %, іноді 7-12 %.